# Суходольский, Януарий
Януа́рий (Ян) Суходо́льский (пол. January Suchodolski; 19 сентября 1797, Гродно, — 20 марта 1875, Боиме близ Седлец) — польский художник, повстанец. Академик Императорской Академии художеств.

## Биография
Брат известного поэта Райнольда Суходольского (также у них было ещё два брата — Яцек и Валентин).
В 1810 году вступил в Войско польское. Принимал участие в Саксонской кампании 1813 года. В чине подпоручика служил адъютантом у генерала В. Красинского. После окончания боевых действий полностью посвятил себя искусству. Окончил кадетский корпус Школы артиллерии и инженеров войск Варшавского герцогства, учился у архитектора С. Вогла и графика С. Курчиньского. Будучи самоучкой, копировал картины Верне и писал свои. Одну из его картин, «Śmierć Władysława pod Warną», (Гибель короля Владислава под Варной) увидел Николай I и отдал художнику-любителю свою табакерку.
Рекомендательные письма на имя Верне писали для него: Наполеон II, мать Наполеона I и Жером Бонапарт. Однако через некоторое время после встречи с Верне вспыхнуло Ноябрьское восстание, в котором способный кадет принял участие и отдал императорский подарок на нужды восстания.
После подавления восстания Суходольский остался в стране и получал государственную стипендию. В 1832 году в Риме его принял Верне. Обучался там один год. В 1837 году Суходольский вернулся в Варшаву.
Император Николай I, довольный его картинами, подарил художнику кольцо и по Высочайшему повелению Суходольский был принят в Императорскую Академию художеств (1839) за картину «Штурм Ахалцыха». Он также приказал ему написать картину в честь подавления восстания, но Суходольский отказался.
Все его братья также принимали участие в Ноябрьском восстании, Райнольд погиб, Яцек и Валентин попали в русский плен. Валентин бежал из него и умер в нищете, в Париже, Яцек возвратился сумасшедшим. Сын Януария сидел в тюрьме за оказание помощи повстанцам Январского восстания.
По заказу фельдмаршала И. Паскевича в 1830—1840-е гг. выполнил цикл картин о событиях русско-персидской войны и русско-турецкой войны. Создал серии картин, посвященных историческим событиям в Великом княжестве Литовском и Польском Королевстве, Речи Посполитой («Битва под Грюнвальдом», 1838; «Смерть гетмана Чернецкого», 1844; «Защита Ченстохова», 1854; «Юзеф Понятовский на коне перед войском», 1857). Значительная часть произведений художника посвящена личности Наполеона, истории его военных походов и участия в них польских отрядов, событиям Отечественной войны и заграничных походов 1812—1814 годов. Первым из польских художников-баталистов обратился к теме участия польских легионеров в подавлении восстания чёрных рабов на острове Гаити («Битва на Санто-Доминго», 1845). 
Умер в возрасте 77 лет недалеко от польского города Седльце в имении Боиме.

## Галерея
- Иван Паскевич
- Переход армии Наполеона через Березину
- Всадник
- Смерть Понятовского
- Смерть Годебского под Рашином
- Штурм Сарагоссы
- Наполеон и Понятовский
- Битва на Сан-Доминго
- Штурм Очакова 6 декабря 1788 года